# 1673 год
1673 (ты́сяча шестьсо́т се́мьдесят тре́тий) год  по григорианскому календарю — невисокосный год, начинающийся в воскресенье. Это 1673 год нашей эры, 3‑й год 8‑го десятилетия XVII века 2‑го тысячелетия, 4‑й год 1670‑х годов. Он закончился 352 года назад.
| Пн | Вт | Ср | Чт | Пт | Сб | Вс |
|    |    |    |    |    |    | 1  |
| 2  | 3  | 4  | 5  | 6  | 7  | 8  |
| 9  | 10 | 11 | 12 | 13 | 14 | 15 |
| 16 | 17 | 18 | 19 | 20 | 21 | 22 |
| 23 | 24 | 25 | 26 | 27 | 28 | 29 |
| 30 | 31 |    |    |    |    |    |

| Пн | Вт | Ср | Чт | Пт | Сб | Вс |
|    |    | 1  | 2  | 3  | 4  | 5  |
| 6  | 7  | 8  | 9  | 10 | 11 | 12 |
| 13 | 14 | 15 | 16 | 17 | 18 | 19 |
| 20 | 21 | 22 | 23 | 24 | 25 | 26 |
| 27 | 28 |    |    |    |    |    |

| Пн | Вт | Ср | Чт | Пт | Сб | Вс |
|    |    | 1  | 2  | 3  | 4  | 5  |
| 6  | 7  | 8  | 9  | 10 | 11 | 12 |
| 13 | 14 | 15 | 16 | 17 | 18 | 19 |
| 20 | 21 | 22 | 23 | 24 | 25 | 26 |
| 27 | 28 | 29 | 30 | 31 |    |    |

| Пн | Вт | Ср | Чт | Пт | Сб | Вс |
|    |    |    |    |    | 1  | 2  |
| 3  | 4  | 5  | 6  | 7  | 8  | 9  |
| 10 | 11 | 12 | 13 | 14 | 15 | 16 |
| 17 | 18 | 19 | 20 | 21 | 22 | 23 |
| 24 | 25 | 26 | 27 | 28 | 29 | 30 |

| Пн | Вт | Ср | Чт | Пт | Сб | Вс |
| 1  | 2  | 3  | 4  | 5  | 6  | 7  |
| 8  | 9  | 10 | 11 | 12 | 13 | 14 |
| 15 | 16 | 17 | 18 | 19 | 20 | 21 |
| 22 | 23 | 24 | 25 | 26 | 27 | 28 |
| 29 | 30 | 31 |    |    |    |    |

| Пн | Вт | Ср | Чт | Пт | Сб | Вс |
|    |    |    | 1  | 2  | 3  | 4  |
| 5  | 6  | 7  | 8  | 9  | 10 | 11 |
| 12 | 13 | 14 | 15 | 16 | 17 | 18 |
| 19 | 20 | 21 | 22 | 23 | 24 | 25 |
| 26 | 27 | 28 | 29 | 30 |    |    |

| Пн | Вт | Ср | Чт | Пт | Сб | Вс |
|    |    |    |    |    | 1  | 2  |
| 3  | 4  | 5  | 6  | 7  | 8  | 9  |
| 10 | 11 | 12 | 13 | 14 | 15 | 16 |
| 17 | 18 | 19 | 20 | 21 | 22 | 23 |
| 24 | 25 | 26 | 27 | 28 | 29 | 30 |
| 31 |    |    |    |    |    |    |

| Пн | Вт | Ср | Чт | Пт | Сб | Вс |
|    | 1  | 2  | 3  | 4  | 5  | 6  |
| 7  | 8  | 9  | 10 | 11 | 12 | 13 |
| 14 | 15 | 16 | 17 | 18 | 19 | 20 |
| 21 | 22 | 23 | 24 | 25 | 26 | 27 |
| 28 | 29 | 30 | 31 |    |    |    |

| Пн | Вт | Ср | Чт | Пт | Сб | Вс |
|    |    |    |    | 1  | 2  | 3  |
| 4  | 5  | 6  | 7  | 8  | 9  | 10 |
| 11 | 12 | 13 | 14 | 15 | 16 | 17 |
| 18 | 19 | 20 | 21 | 22 | 23 | 24 |
| 25 | 26 | 27 | 28 | 29 | 30 |    |

| Пн | Вт | Ср | Чт | Пт | Сб | Вс |
|    |    |    |    |    |    | 1  |
| 2  | 3  | 4  | 5  | 6  | 7  | 8  |
| 9  | 10 | 11 | 12 | 13 | 14 | 15 |
| 16 | 17 | 18 | 19 | 20 | 21 | 22 |
| 23 | 24 | 25 | 26 | 27 | 28 | 29 |
| 30 | 31 |    |    |    |    |    |

| Пн | Вт | Ср | Чт | Пт | Сб | Вс |
|    |    | 1  | 2  | 3  | 4  | 5  |
| 6  | 7  | 8  | 9  | 10 | 11 | 12 |
| 13 | 14 | 15 | 16 | 17 | 18 | 19 |
| 20 | 21 | 22 | 23 | 24 | 25 | 26 |
| 27 | 28 | 29 | 30 |    |    |    |

| Пн | Вт | Ср | Чт | Пт | Сб | Вс |
|    |    |    |    | 1  | 2  | 3  |
| 4  | 5  | 6  | 7  | 8  | 9  | 10 |
| 11 | 12 | 13 | 14 | 15 | 16 | 17 |
| 18 | 19 | 20 | 21 | 22 | 23 | 24 |
| 25 | 26 | 27 | 28 | 29 | 30 | 31 |

## События
- 1618—1683 — маньчжурское завоевание Китая. Процесс распространения власти маньчжурской империи Цин на территорию, принадлежавшую китайской империи Мин[1].
  - 1673—1681 — началась война саньфань. Восстание трёх китайских вассалов Цинской империи против маньчжурского господства; на стороне восставших выступило также признававшее власть империи Мин государство семьи Чжэн. После подавления восстания маньчжуры установили свою власть над всем материковым Китаем[1].
- 1672—1678 — Голландская война. Военный конфликт, участниками которого были с одной стороны Франция, Англия, Швеция, Кёльн и Мюнстер, а с другой — Голландия, Испания, Габсбургская монархия и Бранденбург[2].
  - 28 мая (7 июня) — первое сражение при Схооневелте[3].
  - 4 (14) июня — второе сражение при Схооневелте[3].
  - 11 (21) августа — сражение при Текселе[4].
  - 3—12 ноября — осада Бонна[5].
  - 1672—1674 — Третья англо-голландская война[2].
    - 28 мая (7 июня) — первое сражение при Схооневелте[6].
    - 4 (14) июня) — второе сражение при Схооневелте[6].
    - 13—26 июня — осада Маастрихта[7] (Шарль Ожье де Кастельмор, граф Д’Артаньян, «полевой маршал» французских мушкетеров, был убит шальной пулей во время осады Маастрихта 25 июня. Полтора столетия спустя он стал прообразом героя книг Александра Дюма-отца. В Маастрихте ему установлена бронзовая статуя в городском парке).
    - 11 (21) августа — морское сражение при Текселе[8].

  - Французы направили войска против Австрийских Габсбургов в Пфальц, где они учинили страшное опустошение и резню.
- Резкое выступление парламентской оппозиции против короля Англии. «Акт о присяге». Для каждого поступавшего на государственную службу обязательна присяга по англиканскому обряду. Яков, герцог Йоркский, покинул пост лорда Адмиралтейства и временно покинул Англию.
- Фридрих Вильгельм заключил с Францией сепаратный мир, получив 800 тысяч ливров.
- Людовик XIV распространил право на «регалии» (получение дохода с вакантных епископств и раздачу бенефициев) на те провинции Франции, где он ранее не пользовался им. Возник спор с папой.
- У Саньгуй, наместник Юньнани и Гуйчжоу, сговорился с наместниками Гуандуна и Фуцзяни и выступил против Цинов. Раскрыт антиманьчжурский заговор в Пекине во главе с сыном У Саньгуя, его участники казнены.

### Речь Посполитая
- 1672—1676 — Польско—турецкая война[9].
- Осень — Сейм Речи Посполитой не ратифицировал заключенный в 1672 году Бучачский договор и военные действия возобновились[9].
- 11 ноября — вновь сформирована польская армия под командованием гетмана Я. Собеского (с мая 1674 года польский король Ян III), который в сражении под Хотином штурмом взял турецкий лагерь и почти полностью уничтожил турецкое войско (погибло около 20 тыс турок, поляком досталось 129 орудий)[9].
- Смерть Михаила Вишневецкого и приостановление военных действий.

## Русское государство
Царствование: 1645—1676 — Алексей Михайлович
- 1667—1676 — Соловецкое восстание[10].
  - 6 (16) сентября — стольник И.А. Мещеринов назначен новым командиром отряда стрельцов ведущих осаду Соловецкого монастыря[10].
  - Осада монастыря велась только в летние месяца, на зиму отряд уходил в Сумской острог[10].
- Россия пытается заключить союз против Турции с Англией, Францией и Испанией.
- Русские солдаты и казаки на 22 ладьях пытались блокировать крепость Азов[11].
- Гетман И.С. Самойлович (вопреки воле царя и решению Генеральной рады 1672 года) возобновил формирование "охотницких" (наёмных) полков, выполнявших полицейские функции[12].
- Матвеев Артамон Сергеевич, обосновывая право династии Романовых на русский престол через родство с династией Рюриковичей выпускает труд: "Книга об избрании на царство Великого Государя, Царя и Великого Князя Михаила Фёдоровича" (издана М.А. Оболенским в 1856 году, 2-е изд. 2009)[13].
- Герольдмейстер императора Леопольда I Л. Хурелич (Хурелевич) написал книгу: "Книга латинской о Родословии великих российских князей и государей и о сродстве их посредством браков с осемью Европейскими державами" (впервые опубликована в журнале "Родина" в 1993 году, № 2.). А.С. Матвеев организовал её перевод на русский язык[13].
- 1672—1673 — Украинцев Емельян Игнатьевич гонец в Швецию, Данию и Нидерланды[14].
- Кузнецкий острог отразил нападение киргизов, томских и кузнецких татар, телеутов и джунгаров[15].
- Пожалование Думным дворянином: Панин Василий Никитич[16].
- Пожалованы боярством: Трубецкой Юрий Петрович, Нарышкин Кирилл Полиектович, Троекуров Борис Иванович (ум. 1674)[16].

### Руководители приказов
| Года      | Приказ                  | Ф,И,О главы                | Примечания                  |
| --------- | ----------------------- | -------------------------- | --------------------------- |
| 1654—1680 | Оружейная палата        | Хитрово Богдан Матвеевич   |                             |
| 1664—1680 | Большого дворца         | Хитрово Богдан Матвеевич   |                             |
| 1664—1680 | Судный дворцовый приказ | Хитрово Богдан Матвеевич   | Не путать с Судным приказом |
| 1671—1680 | Костромская четверть    | Хитрово Богдан Матвеевич   |                             |
| 1670-1676 | Иноземский приказ       | Троекуров Иван Борисович   |                             |
| 1670-1676 | Рейтарский приказ       | Троекуров Иван Борисович   |                             |
| 1672-1680 | Казанского дворца       | Долгоруков Михаил Юрьевич  |                             |
| 1668-1676 | Монастырский приказ     | Заборовский Семён Иванович | Думный дворянин             |
| 1673-1674 | Владимирский судный     | Одоевский Юрий Михайлович  | Боярин                      |

#### Воеводы[22]
| Года      | Город           | Ф,И,О воеводы               | Примечания                     |
| --------- | --------------- | --------------------------- | ------------------------------ |
| 1669-1675 | Албазин         | Черниговский Никифор        | Приказной человек              |
| 7 февраля | Алексин         | Голосов Илья                |                                |
| 1670-1673 | Арзамас         | Татищев Михаил Юрьевич      | Стольник                       |
| 1673-1675 | Арзамас         | Булгаков Тимофей Богданович |                                |
| 1671-1674 | Астрахань       | Одоевский Яков Никитич      | Боярин, первый раз в 1663-1666 |
| 1673-1676 | Берёзов         | Агарёв Евсей Григорьевич    | Стольник                       |
| 1671-1684 | Братский острог | Перфирьев Иван              | Енисейский сын боярский        |
| 1673      | Бежецк          | Пятов Иван Яковлевич        |                                |

## Начало правления
См. также: Список глав государств в 1673 году

## Наука, техника, технологии
- В Париже издано второе расширенное издание трактата «Маятниковые часы» (1658) Христиана Гюйгенса (1629—1695). В первых его четырёх частях Христиан Гюйгенс исследовал ряд проблем, связанных с движением маятника. Он дал решение задачи о нахождении центра качания физического маятника — первой в истории механики задачи о движении системы связанных материальных точек в заданном силовом поле. В этой же работе Гюйгенс установил таутохронность движения по циклоиде и, разработав теорию эволют плоских кривых, доказал, что эволюта циклоиды есть также циклоида, но по-другому расположенная относительно осей.
- Готфрид Вильгельм Лейбниц изготовил первый механический калькулятор, позволявший легко выполнять вычитание, умножение и деление.
- Антони Ван Левенгук, нидерландский натуралист, научился изготовлять линзы с 150—300-кратным увеличением для микроскопа и первый пронаблюдал и зарисовал микроорганизмы в капельке воды, капиллярные сосуды в хвосте головастика, красные кровяные тельца и сотни других удивительных вещей, о которых никто и не подозревал.

## Родились
См. также: Категория:Родившиеся в 1673 году
- 6 (16) ноября — Александр Данилович Меншиков, сподвижник Петра I, светлейший князь, генералиссимус[23].
- Наталья Алексеевна (1673-1716) — русская царевна, дочь Алексея Михайловича и Наталии Кирилловны Нарышкиной, родная сестра императора Петра I Алексеевича[24].

## Скончались
См. также: Категория:Умершие в 1673 году
- Начало года — Дежнёв Семён Иванович, русский землепроходец, атаман[25].
- 17 февраля — Жан-Батист Поклен (Мольер), французский комедиограф.
- 21 июня (1 июля)  — Ртищев Фёдор Михайлович Большой, русский государственный и военный деятель, окольничий, руководитель ряда Приказов[26].
- 25 июня — Шарль Ожье де Бац де Кастельмор, граф д’Артаньян — гасконский дворянин, сделавший карьеру при Людовике XIV в роте королевских мушкетёров.